# Aa lorentzii
Aa lorentzii је врста из рода орхидеја Aa из породице Orchidaceae. 